# Filip Polášek
Filip Polášek (Zvolen, 25 luglio 1985) è un tennista slovacco inattivo dal 2022.
Specialista nel doppio, ha vinto l'Australian Open 2021 in coppia con Ivan Dodig e vanta altri 16 titoli di specialità nel circuito maggiore, tra cui due tornei Masters 1000 (Cincinnati 2019 e Indian Wells 2021).
In doppio ha raggiunto il 7º posto del ranking ATP il 3 febbraio 2020, mentre in singolare non è andato oltre la 555ª posizione del 26 novembre 2007.
Ritiratosi nel 2013 con 11 titoli ATP a causa di problemi alla schiena, è tornato a giocare nel 2018.

## Statistiche

### Doppio

#### Vittorie (17)
| Legenda              |
| Grande Slam (1)      |
| ATP Finals (0)       |
| ATP Masters 1000 (2) |
| ATP Tour 500 (1)     |
| ATP Tour 250 (13)    |

| N.  | Data             | Torneo                                       | Superficie  | Compagno          | Avversari in finale                   | Punteggio           |
| 1.  | 13 luglio 2008   | Swiss Open Gstaad, Gstaad (1)                | Terra rossa | Jaroslav Levinský | Stéphane Bohli Stan Wawrinka          | 3–6, 6–2, [11–9]    |
| 2.  | 26 ottobre 2008  | St. Petersburg Open, San Pietroburgo         | Cemento (i) | Travis Parrott    | Rohan Bopanna Maks Mirny              | 3–6, 7–6(4), [10–8] |
| 3.  | 19 luglio 2009   | Swedish Open, Båstad                         | Terra rossa | Jaroslav Levinský | Robert Lindstedt Robin Söderling      | 1–6, 6–3, [10–7]    |
| 4.  | 1 agosto 2010    | Croatia Open Umag, Umago                     | Terra rossa | Leoš Friedl       | František Čermák Michal Mertiňák      | 6–3, 7–6(7)         |
| 5.  | 1º maggio 2011   | Serbia Open, Belgrado                        | Terra rossa | František Čermák  | Oliver Marach Alexander Peya          | 7–5, 6–2            |
| 6.  | 31 luglio 2011   | Swiss Open Gstaad, Gstaad (2)                | Terra rossa | František Čermák  | Christopher Kas Alexander Peya        | 6–3, 7–6(7)         |
| 7.  | 23 ottobre 2011  | Kremlin Cup, Mosca                           | Cemento (i) | František Čermák  | Carlos Berlocq David Marrero          | 6–3, 6–1            |
| 8.  | 6 gennaio 2012   | Qatar Open ATP, Doha                         | Cemento     | Lukáš Rosol       | Christopher Kas Philipp Kohlschreiber | 6–3, 6–4            |
| 9.  | 6 maggio 2012    | Internazionali di Baviera, Monaco di Baviera | Terra rossa | František Čermák  | Xavier Malisse Dick Norman            | 6–4, 7–5            |
| 10. | 10 febbraio 2013 | Zagreb Indoors, Zagabria                     | Cemento (i) | Julian Knowle     | Ivan Dodig Mate Pavić                 | 6–3, 6–3            |
| 11. | 14 aprile 2013   | Grand Prix Hassan II, Casablanca             | Terra rossa | Julian Knowle     | Dustin Brown Christopher Kas          | 6–3, 6–2            |
| 12. | 3 agosto 2019    | Austrian Open Kitzbühel, Kitzbühel           | Terra rossa | Philipp Oswald    | Sander Gillé Joran Vliegen            | 6–4, 6–4            |
| 13. | 18 agosto 2019   | Cincinnati Open, Cincinnati                  | Cemento     | Ivan Dodig        | Juan Sebastián Cabal Robert Farah     | 4–6, 6–4, [10–6]    |
| 14. | 6 ottobre 2019   | China Open, Pechino                          | Cemento     | Ivan Dodig        | Łukasz Kubot Marcelo Melo             | 6–3, 7–6(4)         |
| 15. | 21 febbraio 2021 | Australian Open, Melbourne                   | Cemento     | Ivan Dodig        | Rajeev Ram Joe Salisbury              | 6–3, 6–4            |
| 16. | 17 ottobre 2021  | Indian Wells Open, Indian Wells              | Cemento     | John Peers        | Aslan Karacev Andrej Rublëv           | 6–3, 7–6(5)         |
| 17. | 15 gennaio 2022  | Sydney International, Sydney                 | Cemento     | John Peers        | Fabio Fognini Simone Bolelli          | 7–5, 7–5            |

#### Finali perse (18)
| Legenda              |
| Grande Slam (0)      |
| ATP Finals (0)       |
| ATP Masters 1000 (0) |
| ATP Tour 500 (4)     |
| ATP Tour 250 (14)    |

| N.  | Data             | Torneo                                       | Superficie  | Compagno          | Avversari in finale                   | Punteggio           |
| 1.  | 19 aprile 2008   | Open de Tenis Comunidad Valenciana, Valencia | Terra rossa | Travis Parrott    | Máximo González Juan Mónaco           | 5–7, 5–7            |
| 2.  | 22 febbraio 2009 | U.S. National Indoor Championships, Memphis  | Cemento (i) | Travis Parrott    | Mardy Fish Mark Knowles               | 6(7)–7, 1–6         |
| 3.  | 19 giugno 2009   | Eastbourne International, Eastbourne         | Erba        | Travis Parrott    | Mariusz Fyrstenberg Marcin Matkowski  | 4–6, 4–6            |
| 4.  | 26 luglio 2009   | International German Open, Amburgo (1)       | Terra rossa | Marcelo Melo      | Simon Aspelin Paul Hanley             | 3–6, 3–6            |
| 5.  | 2 agosto 2009    | Swiss Open Gstaad, Gstaad (1)                | Terra rossa | Jaroslav Levinský | Marco Chiudinelli Michael Lammer      | 5–7, 3–6            |
| 6.  | 13 giugno 2010   | Halle Open, Halle                            | Erba        | Martin Damm       | Serhij Stachovs'kyj Mikhail Youzhny   | 6–4, 5–7, [7–10]    |
| 7.  | 24 luglio 2011   | International German Open, Amburgo (2)       | Terra rossa | František Čermák  | Oliver Marach Alexander Peya          | 4–6, 1–6            |
| 8.  | 2 ottobre 2011   | Malaysian Open, Kuala Lumpur                 | Cemento (i) | František Čermák  | Eric Butorac Jean-Julien Rojer        | 1–6, 3–6            |
| 9.  | 9 ottobre 2011   | Japan Open Tennis Championships, Tokyo       | Cemento     | František Čermák  | Andy Murray Jamie Murray              | 1–6, 4–6            |
| 10. | 14 gennaio 2012  | Auckland Open, Auckland                      | Cemento     | František Čermák  | Oliver Marach Alexander Peya          | 3–6, 2–6            |
| 11. | 26 maggio 2012   | Open de Nice Côte d'Azur, Nizza              | Terra rossa | Oliver Marach     | Bob Bryan Mike Bryan                  | 6(5)–7, 3–6         |
| 12. | 21 ottobre 2012  | Vienna Open, Vienna                          | Cemento (i) | Julian Knowle     | Andre Begemann Martin Emmrich         | 4–6, 6–3, [4–10]    |
| 13. | 4 gennaio 2013   | Qatar Open ATP, Doha                         | Cemento     | Julian Knowle     | Christopher Kas Philipp Kohlschreiber | 5–7, 4–6            |
| 14. | 29 giugno 2019   | Antalya Open, Adalia (1)                     | Erba        | Ivan Dodig        | Jonathan Erlich Artem Sitak           | 3–6, 4–6            |
| 15. | 28 luglio 2019   | Swiss Open Gstaad, Gstaad (2)                | Terra rossa | Philipp Oswald    | Sander Gillé Joran Vliegen            | 4–6, 3–6            |
| 16. | 18 gennaio 2020  | Adelaide International, Adelaide             | Cemento     | Ivan Dodig        | Máximo González Fabrice Martin        | 6(12)–7, 3–6        |
| 17. | 12 gennaio 2021  | Antalya Open, Adalia (2)                     | Cemento     | Ivan Dodig        | Nikola Mektić Mate Pavić              | 2–6, 4–6            |
| 18. | 4 ottobre 2021   | San Diego Open, San Diego                    | Cemento     | John Peers        | Joe Salisbury Neal Skupski            | 6(2)–7, 6–3, [5–10] |

## Risultati in progressione
| Sigla | Risultato               |
| ----- | ----------------------- |
| V     | Vincitore               |
| F     | Finalista               |
| SF    | Semifinalista           |
| O     | Oro olimpico            |
| A     | Argento olimpico        |
| SF    | Bronzo olimpico         |
| QF    | Quarti di Finale        |
| 4T    | Quarto turno            |
| 3T    | Terzo turno             |
| 2T    | Secondo turno           |
| 1T    | Primo turno             |
| RR    | Round Robin             |
| LQ    | Turno di qualificazione |
| A     | Assente                 |
| ND    | Non disputato           |

| Legenda superfici    |
| -------------------- |
| Cemento              |
| Terra battuta        |
| Erba                 |
| Superficie variabile |

### Singolare
Nessuna Partecipazione

### Doppio
| Tornei Grande Slam         |     |               |               |               |     |               |               |               |     |               |               |               |               |     |       |
| Australian Open, Melbourne | A   | 2T            | 2T            | 2T            | 3T  | 1T            | A             | A             | A   | A             | A             | A             | SF            | V   | 15–6  |
| Roland Garros, Parigi      | 1T  | 2T            | 1T            | 3T            | 2T  | 1T            | A             | A             | A   | A             | A             | A             | 2T            | 2T  | 6–8   |
| Wimbledon, Londra          | 3T  | 2T            | 3T            | 1T            | 1T  | 1T            | A             | A             | A   | A             | A             | SF            | ND            | 2T  | 10–8  |
| US Open, New York          | 1T  | 1T            | 2T            | 1T            | QF  | 1T            | A             | A             | A   | A             | A             | 1T            | 1T            |     | 4–8   |
| Vittorie–Sconfitte         | 2–3 | 3–4           | 4–4           | 3–4           | 6–4 | 0–4           | 0–0           | 0–0           | 0–0 | 0–0           | 0–0           | 4–2           | 5–3           | 8–2 | 35–30 |
| Torneo di Fine Anno        |     |               |               |               |     |               |               |               |     |               |               |               |               |     |       |
| ATP Finals, Londra         | A   | A             | A             | A             | A   | A             | A             | A             | A   | A             | A             | RR            | A             |     | 1–2   |
| Vittorie–Sconfitte         | 0–0 | 0–0           | 0–0           | 0–0           | 0–0 | 0–0           | 0–0           | 0–0           | 0–0 | 0–0           | 0–0           | 1–2           | 0–0           | 0–0 | 1–2   |
| Giochi Olimpici            |     |               |               |               |     |               |               |               |     |               |               |               |               |     |       |
| Giochi Olimpici            | A   | Non disputati | Non disputati | Non disputati | A   | Non disputati | Non disputati | Non disputati | A   | Non disputati | Non disputati | Non disputati | Non disputati | A   | 0–0   |
| Vittorie–Sconfitte         | 0–0 | Non disputati | Non disputati | Non disputati | 0–0 | Non disputati | Non disputati | Non disputati | 0–0 | Non disputati | Non disputati | Non disputati | Non disputati | 0–0 | 0–0   |

### Doppio misto
| Tornei Grande Slam         |               |               |               |     |               |               |               |     |               |               |               |               |     |      |
| Australian Open, Melbourne | A             | QF            | A             | A   | A             | A             | A             | A   | A             | A             | A             | 1T            | 2T  | 3–3  |
| Roland Garros, Parigi      | 1T            | 1T            | A             | 1T  | QF            | A             | A             | A   | A             | A             | A             | ND            | QF  | 3–5  |
| Wimbledon, Londra          | 1T            | 1T            | A             | 1T  | 2T            | A             | A             | A   | A             | A             | A             | ND            | A   | 1–4  |
| US Open, New York          | A             | A             | 1T            | 1T  | 2T            | A             | A             | A   | A             | A             | A             | ND            |     | 1–3  |
| Vittorie–Sconfitte         | 0–2           | 2–3           | 0–1           | 0–3 | 4–3           | 0–0           | 0–0           | 0–0 | 0–0           | 0–0           | 0–0           | 0–1           | 2-2 | 8-15 |
| Giochi Olimpici            |               |               |               |     |               |               |               |     |               |               |               |               |     |      |
| Giochi Olimpici            | Non disputati | Non disputati | Non disputati | A   | Non disputati | Non disputati | Non disputati | A   | Non disputati | Non disputati | Non disputati | Non disputati | A   | 0–0  |
| Vittorie–Sconfitte         | Non disputati | Non disputati | Non disputati | 0–0 | Non disputati | Non disputati | Non disputati | 0–0 | Non disputati | Non disputati | Non disputati | Non disputati | 0–0 | 0–0  |